# Armand Lepaffe
Armand Lepaffe, född 18 januari 1908, död 9 april 1981, var en friidrottare från Belgien. Han deltog vid olympiska sommarspelen 1928.